# クレイグ・フォーサイス
クレイグ・フォーサイス（Craig Forsyth 、1989年2月24日 - ）は、スコットランド・アンガス州カーヌスティ出身の同国代表プロサッカー選手。ダービー・カウンティFC所属。ポジションはDF。

## クラブ経歴
2006年にダンディーFCに加入。同年11月のリヴィングストンFC戦でプロデビューを果たした。
2011年6月、ワトフォードFCに移籍。
2013年7月、3月からレンタルで加入していたダービー・カウンティFCに完全移籍。

## タイトル

### クラブ
ダンディーFC
- スコティッシュチャレンジカップ: 2009